# Jaroslav Boček
Jaroslav Boček  (25. května 1932 Úlovice – 15. března 2003) byl český redaktor, spisovatel, scenárista, dramaturg, publicista, režisér a filmař.

## Životopis
Po absolvování střední školy se dostal na Akademii múzických umění FAMU v Praze, kde si zvolil obory filmové vědy a dramaturgie. V roce 1956 v Praze promoval a nastoupil do Filmového studia Barrandov jako pomocný dramaturg. V letech 1957 až 1966 pracoval jako redaktor časopisů Kultura a Kulturní tvorba, kde měl na starosti filmovou tvorbu. Pak změnil místo, roku 1967 se stal vědeckým pracovníkem Filmového ústavu a začal natáčet dokumentární a animované filmy. Vydržel zde pět let.
V roce 1972 místo odborného pracovníka Čs. filmového ústavu musel z politických důvodů opustit. V letech 1972 až 1990 byl ve svobodném povolání. Přednášel na Filozofické fakultě Karlovy univerzity. V období let 1990 – 1992 zastával funkci ředitele Filmového ústavu a v letech 1992–1993, už v důchodových letech, místo šéfredaktora deníku Svobodné slovo, v letech 1993–1997 byl komentátorem deníku Právo.
. Od roku 1993 působil v redakci deníku Právo. Do důchodu odešel v roce 1997.

## Dílo
První román s prvky fantazie mu cenzura v roce 1969 zakázala, dočkal se jeho vydání až roku 1992. Také další knihy obsahují prvky sci-fi literatury. Napsal několik povídek pro různé antologie a časopisy včetně dětských. Několik prací bylo historických, další o filmové práci i jiných tématech.

### Románová tvorba
- Případ doktora Karpety (1982), motiv nesmrtelnosti člověka
- Čtyři kluci z Vraného (1982)
- Nápady milovníka zvířat (1983), sbírka bajek
- Den pro císaře a jiné lidi (1984)
- Čas korunního prince (1987), o mládí císaře Rudolfa II.
- Mládeneček na trůně (1995), o císaři Rudolfovi II.
- Pálivé polibky (1984), sbírka povídek, některé SF
- Událost (1981), test cizí civilizací
- Polka pro astrální ženu (1989), návštěvy z vesmíru
- Delikátní operace (1990), sbírka povídek , některé SF
- Podivuhodný příběh Viktora Bambase aneb škola optimismu (1991), napsán 1969
- Ruské tango (1998), o mafii

### Filmové scénáře
- Konec baroka v Čechách (1966)
- Svatopluk a jeho synové (1968)
- O statečné kačence aneb Krčma hrůzy (1973)
- Jak chameleon ke štěstí přišel (1987)

### Televizní scénáře
- Řvaní hrdličky (1969), vysíláno až roku 1992
- Putování skřítka Hajáska, večerníčkový seriál o 13 dílech
- Podivná znamení, podivní hosté, TV inscenace

### Eseje
- Hry s českou otázkou (1997), úvahy o české politice a českých dějinách

### Odborné publikace
- Film, tvorba a řemeslo (1959)
- Ján Cifra, Praha 1962
- Jiří Trnka, Historie díla a jeho tvorba (1962)
- O komedii (1963)
- Miroslav Hák, Praha 1964
- Malé dějiny fotografie, Praha 1964
- Kapitoly o filmu (1968)[3]
- Kapitoly k dějinám československého animovaného filmu, Praha 1982 (s M. Benešovou)